# Delta County (Texas)
Delta County je okres ve státě Texas v USA. K roku 2010 zde žilo 5 231 obyvatel. Správním městem okresu je Cooper. Celková rozloha okresu činí 720 km².